# Otros Aires
Otros Aires — аргентинский проект танго-музыки XXI века, основанный в 2003 году в Барселоне музыкантом и архитектором Мигелем Ди Генова.
Otros Aires смешивает первые ритмы танго и милонги начала прошлого века (Гарделя, Раззано, Д’Арьенцо и т. д.) с электронными секвенциями, мелодией и лирикой 21 века.
Проект насчитывает многих участников, таких как: Диего Рамос (фортепиано и организатор), Хлоя Пфайффер (фортепиано), Лало Занелли (фортепиано), Мартин Брюн (ударные), Мартин Паладино (ударные), Ману Майоль (барабаны и постановка) Пабло Потенцони (ударные), Хавьер Saume Мазай (ударные), Кристиан Maturano (ударные), Карлос Оскорсо (перкуссия), Хьюго Саторре (бандонеон), Лисандр Доносо (бандонеон), Эрве Эскис (бандонеон), Эммануэль Трифилио (бандонеон), Симон Ван Дер Веэрден (бандонеон), Джо Пауэр (гармоника), Ник Вэдли (художник обложек), Пабло Мекета (обложки), Марчело София (обложки), Чарли Фиорентино (обложки) Миру Триго (фотограф) и Сантьяго Сапони (видеорежиссёр) и др.
11 декабря 2004 года, известный как «день танго», Otros Aires представили свой первый CD-диск в Доме-музее Карлоса Гарделя, в котором отмечался день рождения певца.
У группы насчитывается около 40 туров, в более 200 городах Европы, Северной и Южной Америки. Otros Aires были представлены в некоторых наиболее значимых местах и на мировых музыкальных фестивалях, таких как: Линкольн-центр (Нью-Йорк), Дублинский Национальный Концертный зал, фестиваль Bardentreffen (Нюрнберг), фестиваль «Корни» в Амстердаме, фестиваль Greensound (Бухарест), фестиваль Pirineos Sur (Испания), а также принимали участие в наиболее актуальных танго-фестивалях планеты, несколько раз в Буэнос-Айресе.
Песни Otros Aires, присутствуют в таких ТВ-шоу, как «Танцы со звездами» и «В Америке есть таланты» в США и «Танцы со звёздами» в Великобритании.

## Дискография
- 2004 Otros Aires:

1. Sin Rumbo (на основе песни La Viruta исполненной оркестром Хуана Д’Арьенцо в 1936 году)
2. Percanta (недоступная ссылка) (на основе первой в истории танго-песни Mi Noche Triste записанной Карлосом Гарделем)
3. La Pampa Seca (недоступная ссылка) (на основе El Carretero записанной Карлосом Гарделем в 1922 году)
4. Barrio de Tango (недоступная ссылка)
5. Milonga Sentimental (недоступная ссылка) (на основе Milonga Sentimental записанной Карлосом Гарделем в 1929 году)
6. Aquel muchacho bueno (на основе Aquel Muchacho Triste записанной Карлосом Гарделем в 1929)
7. Rotos en el Raval
8. De puro curda
9. Amor que se baila (на основе Milonga De Mis Amores)
10. En dirección a mi casa (на основе El Carretero записанной Карлосом Гарделем в 1922 году)

- 2007 Otros Aires Dos:

1. Allerdings Otros Aires
2. Otro Puente Alsina
3. Otra Noche en 'La Viruta
4. Los Vino
5. Niebla del Riachuelo
6. Un Baile a Beneficio
7. La Yumba (на основе части произведения Освальдо Пульезе)
8. Junto a las Piedras
9. Otra Esquina
10. A Veces

- 2008 Vivo En Otros Aires:

1. Introducción
2. Milonga Sentimental
3. Sin Rumbo
4. Rotos En El Raval
5. Allerdings Otros Aires
6. Un Baile A Beneficio
7. Otra Noche En La Viruta
8. Aquel Muchacho Bueno
9. Barrio De Tango
10. La Pampa Seca
11. Amor Que Se Baila
12. Percanta
13. Los Vino
14. La Yumba
15. Allerdings Otros Aires

- 2010 Otros Aires Tricota:

1. Tristeza de Arrabal
2. Essa (на основе 9 de Julio)
3. Quisiera Que Estés Conmigo
4. Barrio De Amor
5. Tangwerk
6. Junto A La Aurora
7. Mariposita
8. El Misionero
9. No Sé
10. La Otra Orilla

- 2013 Otros Aires 4:

1. Big Man Dancing
2. Perfume De Mujer
3. Buenos Aires Va
4. Raro (Versión Español Siciliano)
5. El Porteñito
6. Poema
7. Con Un Hachazo Al Costado
8. Perfect Day
9. Otro Puente Alsina Reloaded
10. Volver a Verte
11. Catedral
12. Big Man Dancing (Remix by Vivi Pedraglio)
13. Los Vino Movilo (бонус)

- 2016 Otros Aires Perfect Tango:

1. «Amor o Nada»
2. Like a Tango
3. Bailando sin Paraiso
4. 'Solo esta Noche"
5. Perfect Tango
6. Todo Baila
7. Perro Viejo
8. ¨Digital Ego¨
9. Un Matecito y un Beso
10. I´ve seen That Face Before'

## Туры
Благодаря быстро пришедшему международному успеху, группа гастролирует по всему миру с 2006 года по настоящее время.